# Diatraea albicrinella
Diatraea albicrinella är en fjärilsart som beskrevs av Box 1931. Diatraea albicrinella ingår i släktet Diatraea och familjen Crambidae. Inga underarter finns listade i Catalogue of Life.